# Антонов, Иван Ефимович
Иван Ефимович Антонов (7 сентября 1870 — ?) — полковник Российской императорской армии; участник Первой мировой войны; кавалер четырёх орденов (в том числе и ордена Святого Георгия 4-й степени). После октябрьской революции примкнул к Белому движению и Вооружённым силам Юга России. В 1920 году был эвакуирован из Новочеркасска. Дальнейшая судьба неизвестна.

## Биография
Родился 7 сентября 1870 года в семье донских казаков. Первичное образование получил в прогимнации.
Окончил Новочеркасское казачье юнкерское училище. 21 марта 1895 года получил старшинство в чине хорунжего, 21 марта 1899 года получил старшинство в чине сотника, 21 марта 1903 года получил старшинство в чине подъесаула. По состоянию на 1 января 1909 года находился в том же чине и в должности помощника старшего адъютанта управления окружного атамана Донского округа. 21 марта 1907 года получил старшинство в чине есаула.
Принял участие в Первой мировой войне. 27 ноября 1915 года был произведён в чин Войскового старшины 7-го Донского казачьего полка, со старшинством с 4 июня 1915 года на основании 49 и 54 статей Георгиевского статута. 1 апреля 1917 года был произведён в полковники, со старшинством с 17 декабря 1916 года на основании статьи 1 приказа № 681 от 1915 года по военному ведомству.
После октябрьской революции присоединился к Белому движению и Вооружённым силам Юга России. В начале 1920 года был эвакуирован на корабле «Владимир» из Новороссийска.

## Награды
Иван Ефремович Антонов был удостоен следующих наград:
- Орден Святого Георгия 4-й степени (Высочайший приказ от 27 ноября 1915) — «за то, что 4-го июня 1915 года, в бою у с. Топоровце, получив приказание от начальника дивизии вывезти подбитое и оставленное вблизи неприятельской позиции орудие ополченской батареи и спешив свою сотню, повёл наступление по совершенно ровной и открытой местности, под сильным ружейным, пулеметным и артиллерийским огнём в направлении на орудие и, несмотря на губительный огонь, лично с несколькими охотниками вывез его на руках и представил по команде»;
- Орден Святого Владимира 4-й степени с мечами и бантом (Высочайший приказ от 2 сентября 1915);
- Орден Святой Анны 3-й степени (дата награждения орденом неизвестна); мечи и бант к ордену (Высочайший приказ от 5 мая 1916);
- Орден Святого Станислава 2-й степени (Высочайший приказ от 4 ноября 1915).